# Mapam
Die Mapam – Vereinigte Arbeiterpartei (hebräisch מפ״ם - מִפְלֶגֶת הַפּוֹעֲלִים המְאוּחֶדֶת Mifleget haPōʿalīm haMeʾuchedet; Akronym MaPaM) war eine linke zionistische Partei in Israel, die von 1948 bis 1996 bestand. Sie vertrat marxistische, später sozialdemokratische Positionen und war mit der Jugendbewegung HaSchomer haZaʿir verbunden. Ihre Nachfolge trat die Partei Meretz an.

## Geschichte

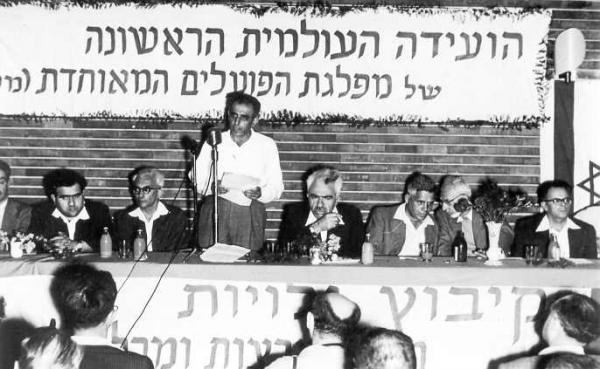
Erster Parteitag der Mapam 1948. Am Mikrophon steht Yaakov Hazan.

Die Mapam entstand am 23. Januar 1948 aus der Fusion der Arbeiterpartei HaSchomer HaZʿir und Achdut haʿAvoda – Poʿalei Zion. Sie war die Partei der linken Kibbuzbewegung (HaKibbutz haʾArtzi). HaSchomer haZaʿir („Der junge Wächter“) hatte sich bereits 1913 als Jugendorganisation gebildet (ab 1919 in Palästina), aber 1946 auch eine Partei gleichen Namens gegründet. Achdut haʿAvoda – Poʿalei Zion war 1946 aus dem Zusammenschluss der Mapai-Abspaltung Achdut haʿAvoda („Einigung der Arbeit“) mit dem linken Flügel von Poʿalei Zion hervorgegangen. Zudem hatten ehemalige Kämpfer der 1948 aufgelösten paramilitärischen Eliteeinheit Palmach großen Einfluss auf die Partei. Erster Generalsekretär war Meʾir Jaʿari, der die Partei bis 1973 führte. Bei der ersten Knessetwahl im Januar 1949 erhielt Mapam 14,7 % der Stimmen und 19 der 120 Sitze im Parlament. Bis Mitte der 1950er Jahre war sie hinter der Mapai die zweitgrößte Partei Israels. Rostam Bastuni, der 1951 als erster arabischer Israeli in die Knesset einzog, war ein Mitglied der Mapam.

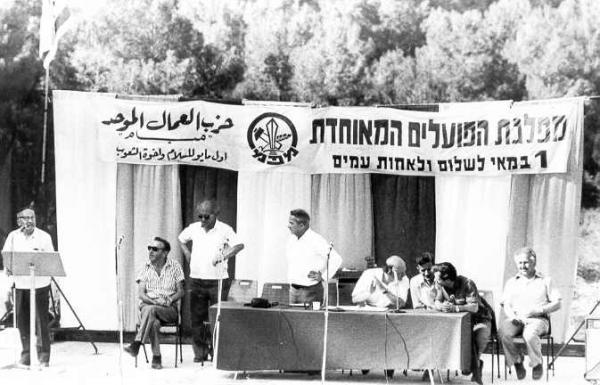
Veranstaltung zum 1. Mai (1950er-Jahre). Auf dem Transparent sieht man in der Mitte das Parteilogo.

Ursprünglich war die Mapam an der stalinistischen Sowjetunion orientiert, die sie als den wahren Gegenpol zum Faschismus ausmachte. Dies änderte sich 1952 mit dem antisemitisch geprägten Slánský-Prozess, der in Israel die Hoffnung auf die Unterstützung durch die UdSSR erschütterte. Bei dem Schauprozess, in dem die Kommunistische Partei der Tschechoslowakei 14 führende Mitglieder, darunter elf Juden anklagte, inhaftierte oder liquidierte, war der Mapam und ihrem Vertreter Mordechai Oren die Beteiligung an einer zionistischen Verschwörung in Prag vorgeworfen worden. Nach den Prager Prozessen und später der 1956 gehaltenen Geheimrede Chruschtschows über die Verbrechen Stalins entfernte sich die Mapam von den kommunistischen Positionen und wurde eine moderatere, sozialdemokratische Partei. Eine größere Zahl von Mapam-Führern, unter ihnen Mosche Sneh, verließ die Partei 1952, bildete vorübergehend eine „Linksfraktion“ und trat dann der Kommunistischen Partei (Maki) bei. 1954 spaltete sich ein eher „rechter“ Flügel der Mapam – um Jitzchak Tabenkin, Jisraʾel Bar Jehudah, Jitzchak Ben Aharon und Jigʾal Allon – ab und bildete die Partei Achdut haʿAvoda („Einigung der Arbeit“).
Die Mapam war bis Dezember 1955 in der Opposition, sodann beteiligte sie sich als Juniorpartner an dem Mapai-geführten Kabinett Ben-Gurion V, in dem Mordechaj Bentov und Jisrael Barsilai als Minister für Entwicklung bzw. Gesundheit amtierten. Mapam blieb bis 1961 in der Regierung vertreten. In dieser Zeit verzeichnete die Partei Wahlergebnisse um die sieben Prozent und war meist mit neun Abgeordneten in der Knesset vertreten.
Im Jahre 1969 trat die Mapam als kleinerer Partner in das Wahlbündnis HaMaʿarach („die Verbindung“) mit der Arbeitspartei (haʿAvoda) ein, in der im Jahr zuvor die frühere Rivalin Mapai und die Achdut haAwoda aufgegangen waren. Während der folgenden 15 Jahre saßen die Mapam-Abgeordneten in der Knesset in einer gemeinsamen HaMaʿarach-Fraktion und waren bis 1977 in den Regierungen unter Golda Meʾir und Jitzchak Rabin vertreten. Meʾir Talmi löste 1973 Jaʿari als Generalsekretär der Partei ab. Nach 1977 war der linke Block und damit auch Mapam in der Opposition gegen Regierungen des rechten Likud. Viktor Schem-Tow übernahm 1979 die Führung der Partei.
Nach der Wahl von 1984 verließ die Mapam die Verbindung mit der Arbeitspartei aus Protest gegen die Entscheidung von Schimʿon Peres, eine „Regierung der nationalen Einheit“ mit dem Likud zu bilden. Die sechs Mapam-Abgeordneten bildeten wieder eine eigene Fraktion. Zur Knessetwahl 1988 trat Mapam als eigenständige Partei an, erhielt aber nur 2,5 % der Stimmen und drei Sitze. Zur Wahl 1992 verbündete sich die Mapam mit der Bürgerrechtsbewegung Ratz und der liberalen Schinui, um die Wahlkoalition Meretz zu bilden, die das israelische Friedenslager repräsentiert. Die Mapam ging 1996 in der zur politischen Partei umgewandelten Meretz auf.